# Liste de véhicules blindés
Ceci est une liste de véhicules militaires blindés. Les nombres entre parenthèses indiquent le nombre d'unités produites.

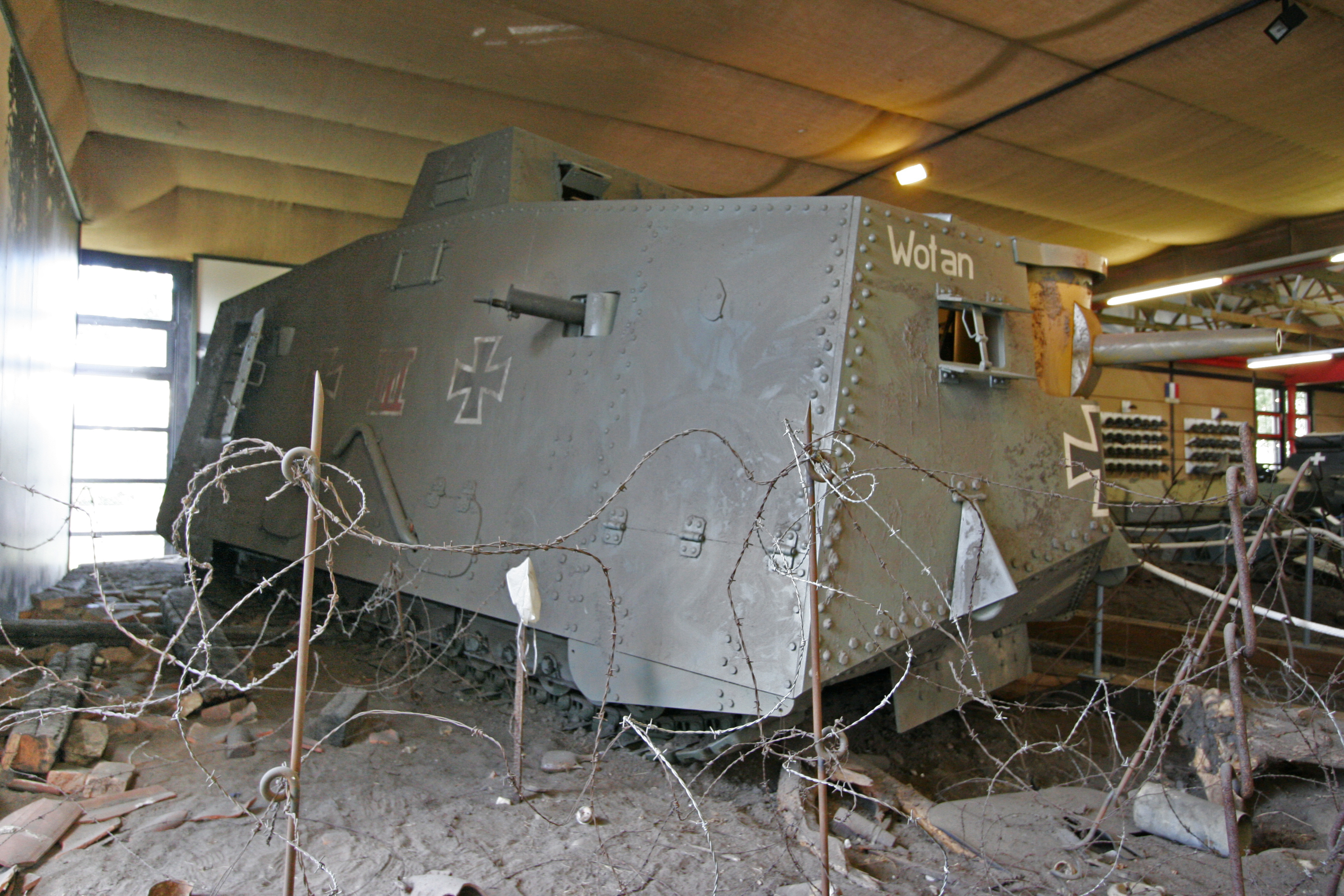
Réplique d'un char A7V allemand.

## Première Guerre mondiale

### Allemagne
- Char lourd Sturmpanzerwagen A7V (20)
- Char lourd Sturmpanzerwagen A7V-U (1 prototype)
- Char léger Sturmpanzerwagen Oberschlesien
- Char léger LK I (1 prototype)
- Char léger LK II (10 prototypes)
- Char léger Marienwagen (1 prototype)
- Char léger Orion-Wagen (1 prototype)
- Char moyen Treffas-Wagen (1 prototype)
- Char super-lourd K-Wagen (2 prototypes)
- Automitrailleuse Daimler Marienfelde ALZ 13 / Marienwagen II (dans sa version automitrailleuse)
- Automitrailleuse Panzerkraftwagen Ehrhardt 1915
- Automitrailleuse Panzerkraftwagen Ehrhardt 1917
- Automitrailleuse Büssing A5P

### France
- Char Schneider CA1 (environ 400)
- Char Saint-Chamond (environ 400)
- Char Renault FT (plus de 3 800)
- Automitrailleuse Peugeot 1915 (en)
- Automitrailleuse Renault 1915

### Italie

#### Automitrailleuses
- Fiat 15 Terni
- Lancia 1Z / 1ZM (150/200)

#### Chars légers
- Char Fiat 2000 (2)
- Char Fiat 3000

### Royaume-Uni
- Char Mark I
- Char Mark III
- Char Mark IV
- Char Mark V
- Char Whippet
- Automitrailleuse Rolls-Royce 1914
- Char Little willie

### Russie
- Automitrailleuse Garford-Путилов
- Izhorski-Fiat
- Tsar
- Vezdekhod (en)

## Seconde Guerre mondiale

### Allemagne
Durant la Seconde Guerre mondiale, l'Allemagne a produit 24 630 chars.

#### Chars légers
- Panzerkampfwagen I (3 970)
- Panzerkampfwagen II (3 996)
- Panzerkampfwagen 35(t)
- Panzerkampfwagen 38(t)
- E-5
- E-10

#### Chars moyens
- Neubaufahrzeug (5)
- Panzerkampfwagen III (5 728)
- Panzerkampfwagen IV (plus de 11 900)
- Panzerkampfwagen V Panther (environ 6 000)
- E-25
- E-50

#### Chars lourds
- Panzerkampfwagen VI Tiger (1 355)
- Panzerkampfwagen VI Königstiger (485)
- E-75

#### Chars super-lourds
- Panzerkampfwagen VIII Maus (2 prototypes)
- E-100

#### Véhicules blindés de reconnaissance
- SdKfz 221
- SdKfz 222
- SdKfz 223
- SdKfz 231
- SdKfz 232
- SdKfz 233
- SdKfz 234
- SdKfz 263
- Sd.Kfz. 234/2 Puma

#### chenillette
- SdKfz 300
- SdKfz 301 Borward IV
- SdKfz 304 « Springer »
- Sd.Kfz. 2 "Kleines Kettenkraftrad HK 101" semi-chenillé léger polyvalent

#### Véhicules semi-chenillés / Half Tracks
- SdKfz 250 (plus de 13 000)
- SdKfz 251 (Modèles A, B et C : 4 650. Modèle D : 10 602)
- Schwerer Zugkraftwagen 12 to Daimler-Benz DB 10, gepanzert (voir SdKfz 8).

#### Artillerie auto-tractée / canons automoteurs
- Wespe
- Hummel
- Sturmmörser Tiger (Sturmtiger)
- SIG 33 auf Geschutzwagen I, II et III
- SIG 33 (Sf) Bison
- SIG 33 SdKfz 135/1 (sIG 33 sur chenillette "Lorraine").
- StuH 42
- 15 cm sIG 33 auf Fahrgestell Panzerkampfwagen II (Sf)
- Sturminfanteriegeschutz 33B auf PANZER III.
- Mortiers de 600 et 540 mm types "Karl"
- Waffenträger
- PaL de 37 mm [précision nécessaire]

#### Chasseurs de chars
- Panzerjäger I
- Marder I
- Marder II
- Marder III
- Sturmgeschütz III
- Sturmgeschütz IV
- Nashorn
- Jagdpanzer 38(t) « Hetzer »
- Jagdpanzer IV
- Jagdpanzer V « Jagdpanther »
- Jagdpanzer VI « Jagdtiger »
- Jagdpanzer Elefant

#### Véhicules anti-aériens
- Flakpanzer 38(t)
- Möbelwagen
- Wirbelwind
- Ostwind
- Kugelblitz

#### Prototypes
- Panzer VII Löwe (projet)
- Landkreuzer P. 1000 Ratte (projet)
- Panzerkampfwagen VIII Maus
- E-100 et entwiklungsserie

#### Side-Car
- Zundapp KS 750
- 600 NSU OSL
- BMW R75

#### Croiseurs terrestres
- Landkreuzer P. 1000 Ratte
- Landkreuzer P. 1500 Monster

### Australie
- Char Sentinel (66)

### Belgique

#### Chasseurs de chars
- Char T13

#### Chars légers
- Char T15

### Canada

#### Chars
- Char Ram (2 993)

#### Artillerie auto-tractée
- Sexton

#### Véhicule blindé de transport de troupes
- Kangaroo

### États-Unis

#### Chars légers
- Char M1
- Char M2 (365)
- Char M3/M5 Stuart (22 743)
- Char M22 Locust (830) (jamais utilisé en combat)
- Char M24 Chaffee (4 371)

#### Chars moyens
- Char M3 Lee/Grant (environ 7 200)
- Char M4 Sherman et nombreuses variantes (plus de 58 000)
  - Char M4 lance-flammes (6 furent produits, dont 4 opérationnels )

#### Chars lourds
- Char M6 (Jamais utilisé en combat)
- Char M26 Pershing (plus de 1 400)

#### Chasseurs de chars
- T48 et M3 Half-track Gun Motor Carriage
- M10 Wolverine
- M18 Hellcat
- M36 Jackson (M36 Slugger)

#### Artillerie automotrice
- T19 et T30 Half-track Howitzer Motor Carriage
- M4 et M21 Half-track Mortar Carrier
- M7 Howitzer Motor Carriage « Priest »
- M8 Howitzer Motor Carriage
- M12 Gun Motor Carriage
- M40 Gun Motor Carriage et M43 Howitzer Motor Carriage

#### Half-tracks
- M2 Half Track Car
- M3 Half-track
- M16 Half-Track
- White M3
- M14

#### Véhicules anti aériens
- T28 et M15 Combination Gun Motor Carriage
- M13 et M16 Multiple Gun Motor Carriage
- T69 Multiple Gun Motor Carriage

#### Véhicules de reconnaissance
- M8 Armored Car « Greyhound »
- M20 Armored Utility Car
- T17 Armored Car « Staghound »
- M3 Scout Car

#### Véhicules blindés amphibies
- LVT et nombreuses variantes

#### Véhicules de dépannage et de ravitaillement
- M30 Cargo Carrier
- M31 Lee - Tank Recovery Vehicle
- M32 Sherman - Tank Recovery Vehicle

#### Véhicules blindés
- AM20
- M8
- M5 High Speed Tractor

#### Chenillettes
- T16

### France

#### Chars légers
- Char FCM 36 (100)
- Char Hotchkiss H35 (400)
- Char Hotchkiss H39 (700)
- Char Renault D1 (160)
- Char Renault FT (3 500 à 3 700 produits en France, 950 produits sous licence aux États-Unis)
- Char Renault R 35 (1 188)
- Char Renault R 39 (40)
- Char Renault R 40 (120)
- AMC 35 Renault ACG 1 (15)
- AMC 34 Renault YR (12)

#### Chars moyens
- Char Somua S35 (environ 430)
- Char Renault D2 (100)

#### Chars lourds
- Char B1 (35)
- Char B1 Bis (369)
- Char FCM 2C (10)

#### Chasseurs de chars
- Laffly W 15 TCC (70)
- Chasseur de chars Lorraine (série limitée)
- AMR 35 Renault ZT2 (10)
- AMR 35 Renault ZT3 (10)

#### Automitrailleuses et blindés de reconnaissance
- Panhard AMD 35 (527)
- Renault AMR 33 (123)
- Renault AMR 35 ZT1 et ADF1 (180)
- Renault AMR 35 ZT4 (47)
- Citroën-Schneider AMR P16 (96)
- Citroën-Kégresse P28 (50, retiré du service)
- Panhard 165/175 (38)
- White TBC (?)
- White-Laffly 50 (100)
- Laffly-Vincennes AMD 80 (28)
- Laffly S15 TOE (45)

#### Véhicule blindé de transport de troupes
- Berliet VUDB
- Lorraine 38L
- Lorraine 28 blindé (2)
- Camion blindé Panhard 165 (19)

#### Véhicules de dépannage et de ravitaillement
- Chenillette Renault UE ()
- TRC Lorraine 37L (482)

#### Prototypes
- AMC Somua 1938 (ru)
- Gendron-Somua AM 39
- Panhard AM 40P
- FCM F1
- Chars G1
- B1 ter
- B40
- AMX 40 (1940)
- AMX Tracteur C
- AMX Tracteur B
- FCM 50 t

### Hongrie

#### Automitrailleuses
- 29M Crossley
- 39M Csaba
- 40M Csaba

#### Chars légers
- 38M Toldi I (202)
- 38M Toldi II
- 42M Toldi IIa
- 43M Toldi III

#### Chars moyens
- 40M Turan (424)
- 43M Turan

#### Chars lourds
- 41M Turan

#### Canons d'assaut
- 43M Zrinyi II Rohamtarack
- 44M Zrínyi I

#### Chasseur de chars
- Toldi Páncélvadász

### Italie

#### Automitrailleuses
- Fiat 611
- AS43
- Autoblinda AB40/AB41/AB43
- Lancia 1Z

#### Chars légers
- Chenillette L3
- Char CV-35
- Char L5/21
- Char L5/30
- Char Fiat 3000
- Fiat L6/40 (283)

#### Chars moyens
- Fiat M11/39 (100)
- Fiat M13/40 (779)
- Fiat M14/41 (environ 1 100)
- Fiat M15/42 (82)

#### Chars lourds
- Fiat-Ansaldo P26/40
- Fiat-Ansaldo P30/43

#### Canons automoteurs
- Semovente L.40 47/32
- Semovente 75/18
- Semovente 75/34
- Semovente 75/46
- Semovente M.41M 90/53
- Semovente M.43 105/25

#### Canon automoteur antichar
Canon automoteur antichar Semovente 90/53

### Japon
- Automitrailleuse Type 92 Osaka (Année 1931)
- Automitrailleuse Type 93 Sumida (Année 1933)

#### Chenillettes
- Chenillette Type 92 (Année 1932)
- Chenillette Type 92/93 (Année 1933)
- Chenillette Type 94 (Année 1934)
- Chenillette Type 97 Te-Ke (Année 1937)

#### Chars légers
- Type 95 Ha-Go
- Type 98 Ke-Ni
- Char léger amphibie Type 2 Ka-Mi (Année 1942)
- Type 2 Ke-To (Année 1942)
- Type 2 Ka-Mi
- Type 3 Ke-Ri (Année 1943)
- Type 4 Ke-Nu
- Type 5 Ke-Ho light tank

#### Chars moyens
- Type 89 A Chi-Ro (Année 1929)
- Type 89 B Otsu (Année 1932)
- Type 97 Chi-Ha (Année 1938)
- Type 97 Shi-Ki (Année 1937)
- Type 97 Shinhoto Chi-Ha
- Type Chi-ni
- Type 1 Chi-He (Année 1941)
- Type 2 Ho-I (Année 1942)
- Char moyen amphibie Type 3 Ka-Chi (Année 1943)
- Char moyen amphibie Type 4 Ka-Tsu (Année 1943)
- Type 3 Chi-Nu (Année 1943)
- Char moyen amphibie type 5 To-Ku (Année 1945)

#### Chars lourds
- Type 95 Ro-Go
- Type 4 Chi-To
- Type 4 Chi-To Late
- Type 5 Chi-Ri II

#### Chars super-lourds
- Type 100 OI (Projet 1945)

#### Chasseurs de chars
- Type 1 Ho-Ni I (Année 1941)
- Type 3 Ho-Ni III
- Chasseur de chars et artillerie automotrice Type 4 Na-To

#### Artillerie automotrice
- Type 2 Ho-Ni II
- Type 4 Ho-Ro
- Type 4 Ha-To

#### Transport blindé
- Transport blindé chenillé Type 98 So-Da (Année 1938)
- Transport blindé semi-chenillé Type 1 Ho-Ha (Année 1941)
- Transport blindé chenillé Type 1 Ho-Ki (Année 1941)

#### Engins divers
- Engin du génie Type 3 Ho-K (Année 1943)
- Engin de dépannage Se-Ri
- Engin de dépannage Type 95 Ri-Ki
- Engin du génie Type TG

### Pologne
- Half-track C4P
- Chenillettes TK : TK-3 et TKS (environ 560)
- Char 7TP (132)
- Char 10TP
- Char 4TP

### Royaume-Uni

#### Chenillettes
- Carden-Loyd Mk IV
- Bren-Carrier

#### Chars
- Light tank MK VI
- Char léger Mk VII Tetrarch (177)
- Cruiser Mk I (125)
- Cruiser Mk II (205)
- Cruiser Mk III (65)
- Cruiser Mk IV (655)
- Cruiser Mk V Covenanter (plus de 1700) (jamais utilisé au combat)
- Cruiser Mk VI Crusader (5 300)
- Cruiser Mk VII Cavalier (500)
- Cruiser Mk VIII Centaur (950)
- Cruiser Mk VIII Cromwell
- Cruiser Challenger
- Cruiser Comet
- Sherman Firefly
- Matilda Mark I (140)
- Matilda Mark II (plus de 1 900)
- Char d'infanterie Mk III Valentine (plus de 8 200)
- Char d'infanterie Mk IV Churchill (plus de 5 700)
- Char Vickers 6-Ton (Vickers Mk. E) (environ 150, pour l'export uniquement)
- Vickers Medium Mark II (160)

#### Chars lourds
- A12 Matilda ll
  - Churchill

#### Artillerie auto-tractée
- Bishop (100)

#### Chasseurs de chars
- Archer (655)
- Tank Destroyer M10 Achilles

#### Véhicule de reconnaissance
- Daimler Dingo

#### Prototype
- TOG
- Tortoise

### Suède

#### Chars
- Stridsvagn m/21
- Stridsvagn m/31
- Stridsvagn m/35 (construction sous licence du LT-35 tchécoslovaque)[réf. nécessaire]
- Stridsvagn m/39
- Stridsvagn m/40
- Stridsvagn m/41 (238)
- Stridsvagn m/42

#### Véhicules blindés
- Landsverk 180
- Landsverk 185

### Union soviétique

#### Chars
- Char T-12
- Char T-20
- Char T-24
- Char T-26 (environ 12 000)
- Char T-50 (65)
- Char T-60 (12 584)
- Char T-70 (8 226)
- Char T-37 (1 200)
- Char T-38 (1 500)
- Char T-40 (230)
- Char BT
- Char T-28 (environ 500)
- Char T-34 (34 000 + 18 000)
- Char T-44 (200)
- Char T-35 (61)
- Char KV-1 (plus de 9 200)
- Char KV-1S
- Char KV-220 (2)
- Char KV-2 (330)__ voir liste des canons automoteurs, plus bas.
- Char KV-85 (130)
- Char Josef Stalin (ou IS-1)
- Char IS-2 (plus de 7 600)
- Char IS-3
- T-34-85 (deuxième char le plus produit au monde)

#### Véhicules blindés
- F.A.I.
- BA-10
- BA-20
- BA-64

#### Chasseurs de chars
- SU-85
- SU-100
- SU-100Y
- ZiS-30

#### Canons automoteurs / Lance-roquettes multiples
- KV-2
- SU-76
- SU-122
- SU-152
- ISU-122
- ISU-152
- Katioucha

### Tchécoslovaquie
- Char LT vz 35 (appelé Panzer 35(t) dans l'armée allemande)
- Char LT vz 38 (appelé Panzer 38(t) dans l'armée allemande)

## Après guerre

### Afrique du Sud

#### Chars
- Char Olifant (Char Centurion mis à jour)

#### Blindés divers
- Casspir
- Eland MK7
- Okapi MPV
- Ratel
- Rooikat

### Algérie

#### Transport de troupes
- BCL M-5

### Allemagne

#### Chars
- Leopard 1 version initiale et versions modernisées (produites en série) A1, A2, A3, A4 et A5
- Leopard 2 versions (produites en série) A0, A1, A2, A3, A4, A5 KWS II, A6, A6M et A7
- Lynx KF41
- Panther KF51

#### Canons automoteurs
- PzH 2000

#### Autres véhicules
- Fuchs 1
- Gepard
- Jaguar 1
- Jaguar 2
- Luchs
- Marder 1 versions A3 et A5
- Puma
- Rasit
- Wiesel
- Schützenpanzer Kurz
- ATF Dingo 1 et 2
- Boxer (projet coopératif entre l'Allemagne et les Pays-Bas)

### Arabie saoudite

#### Automitrailleuses et blindés de reconnaissance
- Al-Shibl 1 et 2

#### Génie
- Al-Masmak

#### Transports de troupes et appui de l'infanterie
- Al-Fahd

### Brésil
- EE9 - Cascavel
- Char EE-T1 Osório
- Char MB-3 Tamoyo
- Char EE-3 Jararaca
- Véhicule de transport de troupes EE-11 Urutu
- Char EE-17 Sucuri

### Canada
- AVGP Cougar
- LAV 25

### Chine

#### Chars
- Type 59
- Type 62
- Type 69/79
- Type 88
- Type 96
- Char Type 99
- VT-4

#### Autres véhicules
- Type 63
- Type 77
- Type 85
- Type 86
- Type 89 AFV
- Type 90 (APC)
- Type 08
- Type-95
- ZBD-03
- ZBD-04
- PGZ-09

### Corée du Nord

#### Transport de troupes
- M-1973 VTT-323
- M-1992 APC
- Charype 85

#### Canons automoteurs
- M-1978 170mm SP
- M-1974 152mm SP
- M-1975 130mm SP
- M-1992 130mm SP
- M-1977 122mm SP
- M-1981 122mm SP
- M-1991 122mm SP
- M-1992 120mm SP

### Corée du Sud

#### Chars
- Char K1
- K2 Black Panther

#### Canons automoteurs
- K9 Thunder
- K-55
- K-136 Kooryong

#### Transports de troupes et appui de l'infanterie
- Rotem Scorpion KW1
- Doosan Black Fox
- Samsung Techwin MPV
- K200
- K21 IFV
- Doosan Barracuda

### Espagne
- BLR
- BMR-600
- VEC
- ASCOD Pizarro / Ulan
- Dragon

### États-Unis

#### Chars
- Char M41
- M5 Stuart
- Char M-46 Patton
- Char M47 Patton
- Char M48 Patton
- Char M60 Patton
- Char M1 Abrams
- Char M551 Sheridan (1 562)

#### Transports de troupes
- M2 Bradley
- M113
- Stryker
- JLTV
- MRAP
- Oshkosh M-ATV
- International MaxxPro

#### Génie
- Buffalo (MPCV)

#### Véhicule blindé de reconnaissance
- M3 Bradley

### Finlande
- Char Sisu XA-180
- Char Sisu XA-185
- Char Sisu XA-202
- Char Sisu XA-203
- Char Patria AMV
- Char Sisu NA-110

### France

#### Chars
- AMX-13
- AMX-50
- AMX-30
- AMX-30E
- AMX-32
- AMX-40
- Mars 15
- Char Leclerc
- EMBT

#### Chasseurs de chars
- ELC AMX
- Chasseur Foch (AMX-50)

#### Transports de troupes
- Hotchkiss TT 6
- AMX-13 VCI
- Engin de transport de troupes (ETT)
- Panhard M3 VTT
- AMX-10 P
- VAB
- VXB 170
- Vextra
- VBCI
- VBMR
- VIPG

#### Artillerie autotractée
- AMX-13 F3
- AMX AuF1
- Pièce d'artillerie Caesar

#### Automitrailleuses et blindés de reconnaissance
- Engin blindé de reconnaissance
- Panhard AML 60
- Panhard AML 90
- AMX-10 RC
- ERC-90 Sagaie
- VBL
- PVP
- EBRC

#### Véhicules du génie
- EBG
- MADEZ
- MPG
- Aravis

#### Prototype
- Somua SM

### Inde
- Char Arjun
- Vijayanta

### Irak
- Système d'artillerie autopropulsé Al Faw

### Iran
- Type-72Z Safir-74
- Zulfiqar

### Israël

#### Chars
- Merkava
- Sho't

#### Transports de troupes
- Achzarit
- Bardehlas
- Nagmachon
- Eitan
- Namer
- Machbet

#### Véhicules du génie
- Caterpillar D9 bulldozer blindé.
- Puma
- Nagmashot
- Nagmachon
- Nakpadon
- Nammer ARV

### Italie

#### Chars
- Char Ariete C1 (200)
- Char OTO Melara OF-40 (vendu uniquement aux Émirats arabes unis)

#### Autres véhicules
- ASA Guardian
- Fiat-Otobreda 6614
- Fiat-Otobreda 6616
- Centauro B1
- VBL Puma
- VCC-1 Camallino Armored Combat Vehicle
- Dardo (VCI)

### 

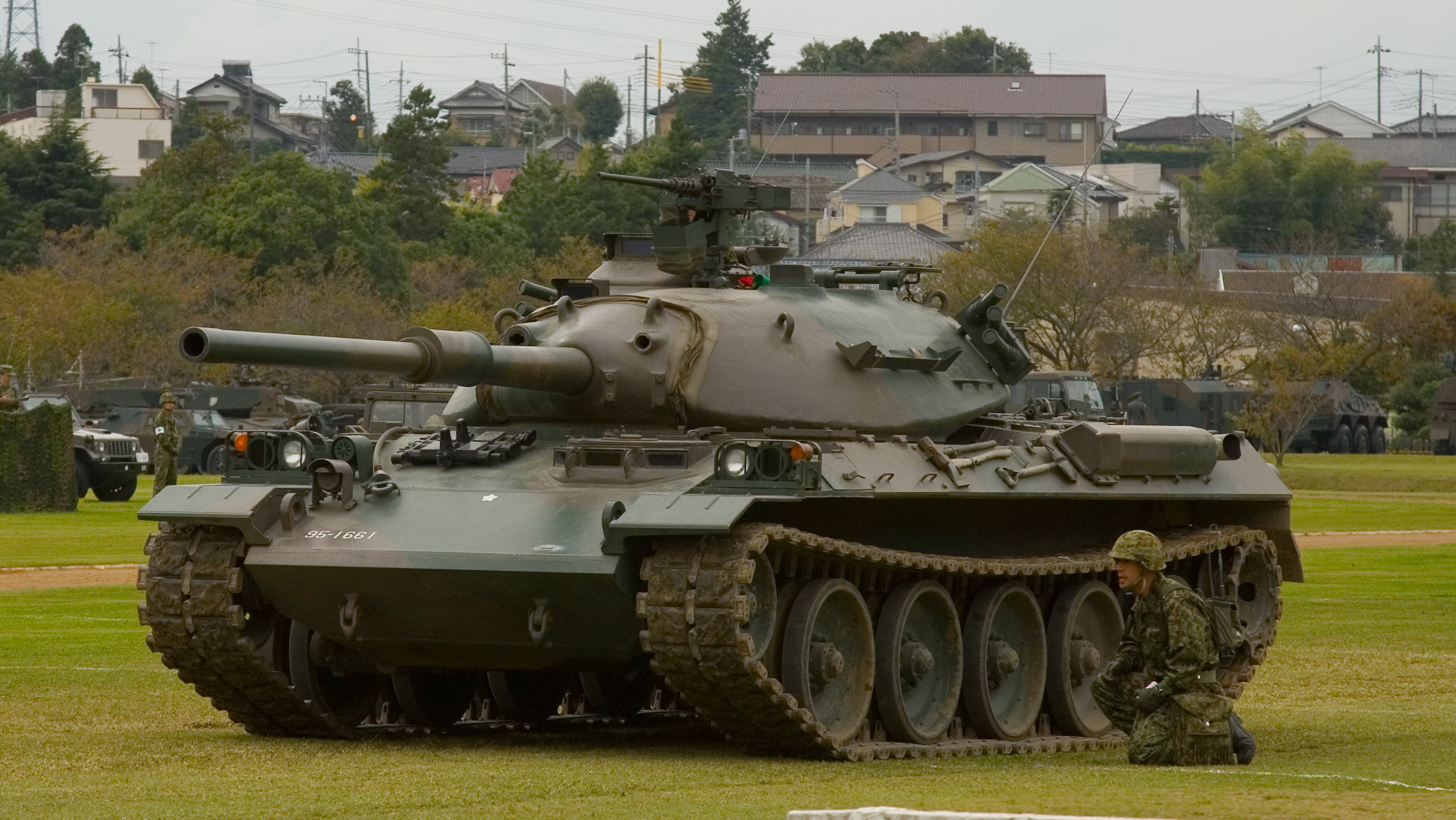
Char lourd japonais Type 74.

### Japon

#### Chars lourds
- Char Type 74 (~ 870)
- Char Type 90
- Char Type 10

#### Chars légers
- Type 60
- Char Type 61 (560)
- Char Type 89

#### Blindés à 4 roues
- L.A.V.
- type 96 8x8
- type 82 6x6
- type 87 6x6

### Norvège
- Char NM-116 (amélioration complète du Char M24 Chaffee)

### Pakistan
- Al-Khalid
- Al-Zarrar

### Pays-Bas
- Boxer (projet coopératif entre l'Allemagne et les Pays-Bas)

### Pologne
- PT-91

### Royaume-Uni

#### Chars
- Centurion
- Chieftain
- Challenger 1
- Challenger 2
- Vickers MBT

#### Autres véhicules
- Titan Armoured Vehicle Launcher Bridge (33)
- FV 430 Series
- Charioteer
- Daimler Scout Car, véhicule léger blindé de reconnaissance
- Combat vehicle reconnaissance (tracked) Série des véhicules de combat chenillés ou CVR(T) :
  - FV-101 Scorpion
  - FV-102 Striker
  - FV-103 Spartan
  - FV-104 Samaritan
  - FV-105 Sultan
  - FV-106 Samson
  - FV-107 Scimitar
  - Sabre
- Saxon
- Shielder vehicle launched scatterable mine system
- MCV-80 Warrior
- FV-721 Fox

### Suède

#### Chars
- Char Stridsvagn 74
- Char Stridsvagn 103
- Char Stridsvagn 104 (amélioration du Char Centurion)
- Infanterikanonvagn 72 (sv)
- Infanterikanonvagn 91
- Char Stridsvagn 121 (Char Leopard 2 A4)
- Char Stridsvagn 122 (Char Leopard 2 S)
- Combat Vehicle 90

#### Transports de troupes
- Terrängbil m/42 KP (en)
- Pansarbandvagn 302
- Bandvagn 206S
- BvS 10

#### Artillerie
- Bandkanon 1

#### Véhicule de combat d'infanterie.
- Combat Vehicle 90

### Suisse

#### Chars
- Char 61, char de combat
- Char de dépannage 65, char du génie/dépannage
- Char 68/88, char de combat
- Char pont 68/88, char lanceur de pont
- Leopard 2 A4 WE, char de combat
- Kodiak, char du génie

#### Transports de troupes blindés
- Mowag Piranha I, II, III, IV, V
- Mowag Eagle I, II, III, IV, V
- Duro IIIP
- Duro III GMTF

### Union soviétique/Russie

#### Chars
- Char PT-76
- Char T-10
- Char T-54
- Char T-55
- Char T-62
- Char T-64
- Char T-72
- Char T-80
- Char T-90
- Char T-14 Armata
- Char tortue[1]

#### Transports de troupes et appui de l'infanterie
- BMD-1
- BMD-2
- BMD-3
- BMP-1
- BMP-2
- BMP-3
- BMP-R
- BRM-1
- BRDM-1
- BRDM-2
- BRDM-2 RKH
- BTR-152
- BTR-40
- BTR-40P
- BTR-50
- BTR-60
- BTR-70
- BTR-80
- BTR-90
- BTR-D
- BTR-T
- MT-LB
- BMPT (véhicule militaire)
- Gaz Tigr
- Kamaz Typhoon-63968

#### Artillerie auto-tractée
- ASU-57 57 mm
- ASU-85 85 mm
- 2P 406mm
- 2S1 Gvozdika 122 mm
- 2S3 Akatsiya 152 mm
- 2S4 Tioulpan 240 mm
- 2S5 Guiatsint-S 152 mm
- 2S7 Pion 203 mm
- 2S9 Nona 120 mm
- 2S19 Mtsa 152mm
- 2S23 120mm
- 2S31 Vena 120 mm
- 2S35 Koalitsia-SV 152 mm
- ZSU 23-4 Shilka

### Turquie

#### Chars
- Altay
- Sabra III

#### Transports de troupes et appui de l'infanterie
- GZPT
- Arma
- Otokar Cobra
- Otokar Cobra II
- Otokar Yavuz
- Otokar Akrep
- EJDER 6x6 TTZA
- Otokar - Kaya 4x4
- BMC MRAP
- BMC Vuran
- BMC Kirpi
- ACV-30
- TIFV (blindé de combat d'infanterie)
- FNSS Pars
- FNSS 4x4
- Nurol Ejder

### Ukraine

#### Chars
- T-64 bulat,
- T-84,
- BM Oplot,
- BM Bulat.

#### Transports de troupes et appui de l'infanterie
- BTR-3.
- BTR-4.
- BTR-7.
- BTR-94.
- SBA Novator.
- Kozak.
- Dozor-B.
- Spartan.

### Union européenne
- Boxer (projet coopératif entre l'Allemagne et les Pays-Bas)

### Yougoslavie
- Char BOV-M
- M-80 Infantry Combat Vehicle
- M-84 : version du T-72.